# Georg Eugen Albrecht
Georg Eugen Albrecht, in den USA auch George Eugene Albrecht (* 12. August 1855 in Wehlau, Preußen; † 24. Oktober 1906 in Minneapolis) war ein deutscher evangelisch-reformierter Pfarrer, Hochschullehrer und Missionar.

## Leben
Georg Eugen Albrecht studierte Erziehungswissenschaften in Berlin, Breslau und Ulm. Nach seinem Abschluss 1874 ging er in die USA und studierte am Oberlin College, wo er 1882 seinen Abschluss machte. Nach einigen Jahren als Pfarrer in Iowa und Lehrer am Chicago Theological Seminary wurde Albrecht 1887 als Missionar der American Board Mission nach Japan berufen.
An seiner ersten Station in Niigata lehrte er, neben seiner Missionsarbeit, zudem Englisch. 1889 erhielt Albrecht eine Professur an der theologischen Fakultät der Dōshisha-Universität in Kyoto. Nach einem zweijährigen Wechsel nach Maebashi kehrte er 1900 nach Kyoto zurück. Zeitgleich wurde er am Oberlin College zum Dr. theol. promoviert.
Zu Beginn des Jahres 1904 reiste Albrecht zurück in die USA und war bis zu seinem Tod als Pfarrer in Minneapolis tätig.

## Veröffentlichungen
- The Religious Life of Modern Japan. 1900
- A History of Protestant Missions in Japan … Translated by the Rev. G.E. Albrecht … Revised and Brought Up to Date by the Rev. D.C. Greene … Under the Editorial Care of Pastor M. Christlieb. Tōkyō 1898
- Letter. 1884
- 使徒保羅之改信 - Dōshisha shingaku sōsho. 1892